# ويلدون أولسون
ويلدون أولسون (بالإنجليزية: Weldon Olson)‏ هو لاعب هوكي الجليد أمريكي، ولد في 12 نوفمبر 1932 في ماركيت في الولايات المتحدة.

## وصلات خارجية
- ويلدون أولسون على موقع EliteProspects.com (الإنجليزية)
- ويلدون أولسون على موقع HockeyDB.com (الإنجليزية)
- ويلدون أولسون على موقع أوليمبيديا (الإنجليزية)